# HyperGlaive
HyperGlaive ist das zweite Studioalbum der amerikanischen Heavy-Metal-Band Mega Colossus (zuvor „Colossus“). Es erschien 2016 über Aftermath Music in den Formaten Vinyl und Download und 2017 über das deutsche Musiklabel Killer Metal Records als CD-Version.

## Entstehung
Das Album wurde im „Warrior-Sound“-Musikstudio in Carrboro, North Carolina, von Al Jacob aufgenommen. Für das Mastering zeichnete Jamie King verantwortlich. Die Neugestaltung des Logos und die Gestaltung des Covers übernahm Chris Prince, die Verantwortung für das Layout des CD-Booklets lag bei Marek Jastrzebski.
Für den Song You Died wurde ein „irrwitziges Video“ gedreht. Ansonsten fanden in North Carolina zwei Konzerte anlässlich der Veröffentlichung statt.

## Lieder
Das Album enthält acht Lieder. Zur Urheberschaft der einzelnen Stücke finden sich im Booklet der CD keine Angaben.
1. Sunsword – 04:51
2. Sea of Stars – 05:32
3. Gods and Demons – 06:09
4. The Judge – 06:16
5. Betta Master – 05:13
6. Behold the Worm – 04:49
7. You Died – 05:58
8. Star Wranglers – 0:41

## Trivia
Die Band ist für ihre grundsätzlichen Geek-lastigen Texte bekannt, im Speziellen für mehrere Songs mit Bezug zum Fantasy-Zyklus Dune von Frank Herbert. Auf dem Album HyperGlaive finden sich diese Referenzen im Song Behold the Worm.

## Rezeption
Bei Powermetal.de errang das Album im Soundcheck 12/2016 den ersten Platz und erhielt in der Einzelbesprechung 9 von 10 Punkten. In der Summe der Einzelteile wurden „Spielfreude, innovative, packende Riffs und Soli und eine natürliche, aber auch druckvolle Produktion“ genannt, was zu einem sehr positiven Fazit führte:

„"Hyperglaive" ist ein Album geworden, das mit seiner Energie und seinem Enthusiasmus jeden noch so trüben Wintertag erhellt und jeden mit guter Laune ansteckt, positiver Wahnsinn in Notenform und ein absolutes Muss für Fans traditionellen Heavy Metals.“

Bei metal-temple.com erhielt das Album in der Gesamtwertung 8 von 10 möglichen Punkten, ein „Exzellent“ als Gesamturteil und das Fazit:

„In ihrer neuen Form erklärten die Reptilien von MEGA COLOSSUS den Sieg mit ihrem Debütalbum, einem hochinteressanten melodischen Stück Musik, das die Bestimmung der alten britischen Szene ausgrub und in der Gegenwart enthüllte.“

In Ausgabe 362 des Rock Hard vergab Andreas Schiffmann 7,5 Punkte für das Album und konstatierte:

„Hyperglaive ist keine höhere Wissenschaft, sondern achtmal direkter, liebevoll melodisch inszenierter Heavy Metal mit schrägen Fantasy- bzw. Sci-Fi-Texten, den man sich auch in zehn Jahren noch mit Freude anhören kann. […] wer echtes Metall derart klischeefrei schmieden kann, den muss man so oder so liebhaben.“